# Jean-Philippe Collard

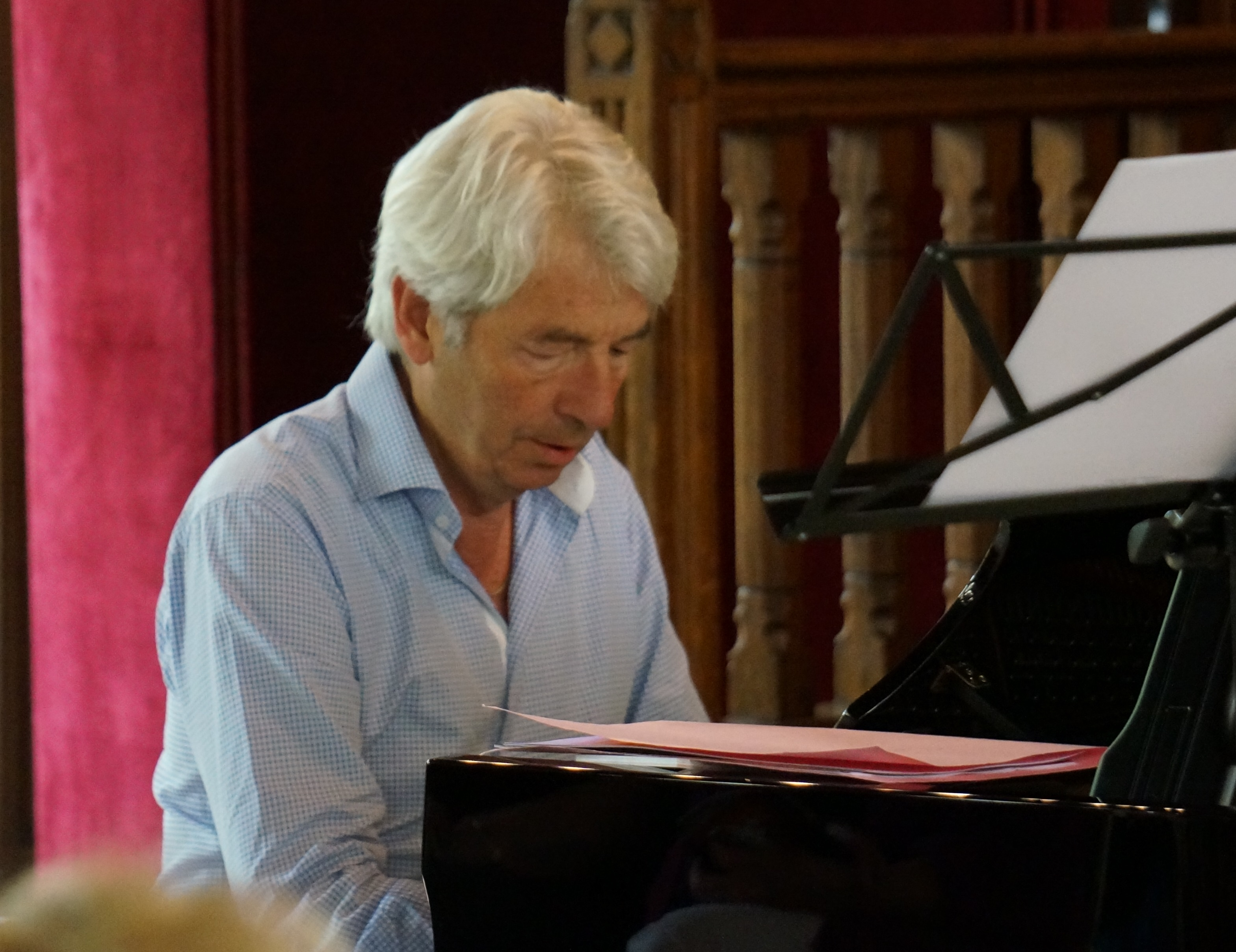
Jean-Philippe Collard, 2014

Jean-Philippe Collard (Mareuil-sur-Ay, 27 de enero de 1948) es un renombrado pianista francés, reconocido por sus interpretaciones de las obras de Gabriel Fauré y de Camille Saint-Saëns.
Nacido en una familia de músicos, comenzó a tocar el piano a los cinco años. En 1960 las Juventudes Musicales lo enviaron a Berlín para competir en el concurso internacional para jóvenes pianistas. A los 16 años obtuvo el primer premio en el Conservatorio de Música de París. También ganó el premio Gabriel Fauré. Tiene un primer premio de la competencia Marguerite Long-Jacques Thibaud. Fue galardonado con el premio Albert Roussel y ganó el Concurso Internacional Cziffra.
En 1973 realizó su recital debut en el Théâtre des Champs-Élysées (París). Los críticos de París estaban muy entusiasmados.

Tiene todas las cualidades que hacen de él un músico de primer orden, su técnica, su sensibilidad es como la flor de virtuosismo
Artículo en el diario Le Figaró, de febrero de 1973

Es considerado uno de los máximos exponentes de la escuela francesa. En 1973 hizo su debut en Estados Unidos con la San Francisco Symphony Orchestra, dirigida por Seiji Ozawa, y recibió los elogios del diario San Francisco Chronicle.
La discografía del Sr. Collard incluye los Etudes-Tableaux (de Rajmáninov) y las Danzas húngaras (de Johannes Brahms), con el pianista Michel Beroff, los conciertos de Maurice Ravel, con la Orquesta Nacional de Francia dirigida por Lorin Maazel, citado por la revista Gramophone como la mejor grabación de concierto, y el Concierto de Chausson, op. 21 (con Augustin Dumay y el cuarteto de cuerdas Muir), que ganó el Grand Prix du Disque. Ha grabado los cinco conciertos para piano de Camille Saint-Saëns con André Previn y la Orquesta Filarmónica Real, y las primeras grabaciones de los arreglos de Mozart a las seis melodías francesas con el barítono José van Dam. Otras grabaciones incluyen un disco de baladas de Chopin, y un disco recital de Franz Liszt, que incluye la Sonata en si menor.
En 2003 fue nombrado Caballero de la Legión de Honor.
Jean-Philippe Collard reside en París con su esposa y cinco hijos.

## Discografía[3]
- 1982: Mélodies, de Fauré
- 1987: Nocturnes; Ballade Op19, de Fauré
- 1988: Piano Concerto n.º 1; Wedding Cake; Rapsodie d'Auvergne; Allegro appassionato; Africa, de Saint-Saëns
- 1995: Clarinet Quintet; Trio, de Mozart
- 1999: Piano concertos 1-5; Wedding Cake Caprice-Valse, de Saint-Saëns
- 2000: Satie and the four-handed piano
- 2001: Piano concertos; Pavane pour une infante défunte; Jeux d'eau; La valse, de Ravel
- 2003: 13 barcarolles, de Fauré
- 2006: Piano music complete, de Fauré
- 2006: Piano trios; Sonatensatz; Notturno; Grand Duo, de Franz Schubert
- 2007: Keyboard concertos, de Johann Sebastian Bach
- 2007: Oeuvres pour piano; Melodies, de Fauré
- 2007: Symphony in D minor; Symphonic Variations, de Cesar Franck
- 2007: Piano Concertos 6, 8, 11-14, de Mozart
- 2009: Rhapsody on a theme of Paganini; Études-tableaux; Piano sonata n.º 2, de Rajmáninov
- Bach: Les concertos pour deux pianos
- Chopin: Ballades; Sonata n.º 3
- Chopin: Waltzes
- Fauré: Barcarolles; Impromtus
- Fauré: Eighteen songs
- Fauré: Nocturnes
- Fauré: Nocturnes; Thème et variations; Ballade; Préludes
- Fauré: Valse-Caprices; Pièces brèves, Op. 84; Mazurka, Op. 32; etc.
- Liszt: Sonate
- Rajmáninov: Concertos pour piano
- Rajmáninov: Les Concertos; Oeuvres pour piano
- Ravel: Complete works for solo piano
- Saint-Saëns: Piano concertos n.º 2 & 4
- Saint-Saëns: Piano concertos n.º 3 & 5
- Edouard Laló: Symphonie espagnole; Sonate; Arlequín; Guitare